# Bois-de-Haye
Bois-de-Haye község Franciaország Grand Est régiójában, Meurthe-et-Moselle megyében. Új községként 2019. január 1-jén jött létre Velaine-en-Haye és Sexey-les-Bois korábbi község egyesítésével.

## Népesség
| Lakosok száma | 2257 | 2280 | 2306 | 2318 | 2350 | 2333 |
|               | 2017 | 2018 | 2019 | 2020 | 2021 | 2022 |